# RKBはやおきラジオ
RKBはやおきラジオ（アールケービーはやおきラジオ）は2016年3月28日から2017年9月29日まで月曜日から金曜日の5:00 - 5:20にRKB毎日放送（RKBラジオ）で放送されていた平日早朝の情報番組である。

## 番組概要
- 朝にふさわしい爽やかな音楽とともに、リスナーからの誕生日、結婚記念日など記念日についてのメッセージを紹介する番組。

## 放送時間
- 月曜日 -金曜日 5:00 - 5:20（JST）

## パーソナリティ
- 中嶋順子（月曜〜水曜）
- 富永倫子（木曜〜金曜）

番組開始から2017年3月までは中嶋が全曜日を担当していた。